# Little Hope (rivière)
Pour les articles homonymes, voir Little Hope.
La rivière Little Hope  (en anglais : Little Hope River ) est un cours d’eau du nord-ouest de l’Île du Nord de la Nouvelle-Zélande.

## Géographie
Elle s’écoule à partir des flancs ouest du col de ’Hope Saddle’, rencontrant les eaux de la rivière Hope après 7 kilomètres au niveau de la ville de « Glenhope ». La  Highway 6/SH 6 suit la vallée de la rivière ‘Little Hope’ immédiatement après avoir franchi le col.